# Ahuachapán (departament)
Ahuachapán – jeden z 14 departamentów Salwadoru, położony w zachodniej części kraju przy granicy z Gwatemalą. Został ustanowiony 9 lutego 1869. Jego stolicą jest miasto Ahuachapán (64 tys., 2007). Inne większe miasta to: Atiquizaya (20,9 tys., 2007), San Francisco Menéndez (12,4 tys., 2007).  
Departament Ahuachapán obejmuje pas nadmorskiej niziny. Wnętrze jest wyżynno-górzyste z najwyższym szczytem Cerro Grande de Apaneca (1816 m n.p.m.). Najważniejszą rzeką jest graniczna Paz. W departamencie znajduje się Park Narodowy El Imposible.
Ahuachapán stanowi ważny ośrodek rolniczy, głównie uprawy kawy, również baewłny i trzciny cukrowej.

## Gminy
1. Ahuachapán
2. Apaneca
3. Atiquizaya
4. Concepción de Ataco
5. El Refugio
6. Guaymango
7. Jujutla
8. San Francisco Menéndez
9. San Lorenzo
10. San Pedro Puxtla
11. Tacuba
12. Turín